# Sulkhan-Saba Orbeliani
Sulkhan Saba Orbeliani (in georgiano სულხან-საბა ორბელიანი?; T'andzia, 4 novembre 1658 – Mosca, 26 gennaio 1725) è stato uno scrittore e politico georgiano.

## Biografia
Di famiglia aristocratica, per i suoi studi brillanti fu nominato precettore del principe Vaxtang, futuro re Vaxtang VI di Kartli.
Nel 1686 cominciò a scrivere l'opera didattica სიბრძნე სიცრუისა (La saggezza della menzogna) composta da 110 favole, proverbi e storie provenienti dal repertorio dei cantastorie girovaghi e della letteratura popolare georgiana, ordinate secondo uno schema narrativo di origine persiana. Dell'opera esistono numerose versioni manoscritte. La prima edizione a stampa (incompleta) risale al 1859, e vide la luce a San Pietroburgo.
All'età di quaranta anni lasciò la famiglia, donò le sue terre ai fratelli, e si fece monaco nel monastero di Giovanni Battista a Davit Garedzha, nella Georgia orientale, assumendo il nome ecclesiastico di Saba. Nel 1701 si convertì al cattolicesimo, ed entrò nell'ordine di San Basilio.
Il re Vaxtang VI lo chiamò a corte come consigliere poco dopo la sua ascesa al trono (1703), e gli permise di realizzare la prima casa editrice georgiana. Poi, a causa della forte pressione militare esercitata sulla Georgia dai Safavidi e dagli Ottomani, Vaxtang VI incaricò Sulkhan-Saba di recarsi in Francia, alla corte di Luigi XVI, e di visitare a Roma il pontefice Clemente XI per stringere alleanze. La missione in Europa durò dal 1714 al 1716, e politicamente fu un fallimento. Ma permise ad Orbeliani di conoscere il pensiero europeo nei primi anni dell'Illuminismo.
Dopo il rientro in Georgia, dal 1716 al 1720, scrisse della sua esperienza europea nel libro Viaggio in Europa, il primo libro di viaggio della letteratura georgiana.
Ma l'opera maggiore di Orbeliani fu senza dubbio il Dizionario georgiano (სიტყვის კონა ანუ ლექსიკონი ქართული); un lavoro monumentale comprendente 50.000 lemmi, che lo impegnò per un trentennio (1686-1716). Ogni lemma non contiene solo il significato della parola, ma registra anche le varianti popolari o arcaiche, e l'etimologia.
Nel 1724 andò in esilio in Russia.